# Sammarei
Sammarei is een plaats in de Duitse gemeente Ortenburg, deelstaat Beieren, en telt 300 inwoners.